# Kyrkotukt
Kyrkotukt var i äldre tid, fram till 1900-talets början, kyrkans fostrande och disciplinära verksamhet beträffande dess medlemmars tro och leverne. Enligt kyrkolagen i Svea rikes lag pålades olika grader av bestraffningar för olika slags förseelser och förbrytelser mot kyrklig ordning. 

## Historik
Redan i de urkristna församlingarna användes så kallad kyrkotukt. Hur man tänkte kring detta finns omtalat i Matteusevangeliet 18:15-18.
Kyrkotukten indelades i den allmänna, som gällde kyrkans medlemmar i allmänhet, och den särskilda, som avsåg kyrkans ämbetsmän.
Föremål för den allmänna kyrkotukten var "alla sådana uppenbara och allom veterliga synder och laster, som förtörna Gud och äro likväl af den beskaffenhet, att syndaren icke strax kan därför lagföras". Dit räknade kyrkolagen:
- oordning och oskick vid, samt av likgiltighet och förakt härledd försummelse av gudstjänsten, uteblivande från läsförhör, oenighet i äktenskap, olydnad mot föräldrar, vårdslös barnuppfostran, svordomsvana och lönskaläge
- spridandet av vilseförande läror, kyrklig tvedräkt och söndring.

Bestraffningarna för dessa förseelser bestod i sex varningsgrader. Visade sig den tredje varningen (inför biskop och konsistorium) fruktlös, inträdde det så kallade "mindre bannet", som bestod däri att den felande på viss tid förbjöds åtnjutande av nattvarden. Visade sig alla sex varningsgraderna kraftlösa, inträdde det "större bannet": fullständigt uteslutande ur Guds församlings gemenskap tills den felande gjorde "sann bot och bättring".
Synden måste bekännas och ångras inför hela församlingen, så kallad kyrkoplikt, en bestraffningsmetod som fortlevde i Svenska kyrkan ända in i 1880-talet.

Ett exempel på strängheten ser man när biskop Johannes Rudbeckius 1635 i sin kyrkostadga för Västerås stift skrev: 
| ” | Ingen kvinna ska efter horbarn eller frillobarn tas [åter in] i kyrkan förrän laga syndabättring är utlovad. | „ |

Fram till 1841 förekom även kyrkstocken som bestraffningsmetod. Även andra bestraffningsformer som böter levde länge kvar men försvann efterhand under slutet av 1800- och början av 1900-talet.
Den särskilda kyrkotuktens bestraffningsgrader (som alltså gällde kyrkans ämbetsmän) var: 1) varningar, 2) suspension, 3) avsättning. Förseelserna var: 1) fel i lära, 2) förseelser i levernet, 3) särskilda ämbetsförseelser.